# Cerreto d'Asti
Cerreto d'Asti är en ort och kommun i provinsen Asti i regionen Piemonte i Italien. Kommunen hade 219 invånare (2018).